# Fränk Schleck
Fränk René Schleck  (født 15. april 1980 i Luxembourg Luxemburg) er en luxemburgsk tidligere professionel landevejsrytter, som kørte for det luxembourgiske ProTour-hold Trek Factory Racing i 2015.
Fränk Schleck har tidligere været stagiaire hos Festina, og har fra 2002-2010 kørt for danske Team CSC (Team Saxobank), hvor hans lillebror Andy Schleck også kørte. 29. juli 2010 afslørede Andy, at de to brødre ville stoppe hos Team Saxo Bank med udgangen af sæsonen.

## Gennembruddet i 2005
Schleck slog sit navn fast i 2005, hvor han for alvor trådte ind på cykelscenen med en sammenlagt fjerdeplads i etapeløbet Schweiz Rundt. Få uger efter blev det så til den første professionelle sejr, da han blev luxembourgsk mester. Årets højdepunkter var dog i slutningen af sæsonen, hvor han markerede sig i de to kuperede klassikere Züri Metzgete og Lombardiet Rundt, hvor han vandt henholdsvis en anden og tredjepladsen. De to topplaceringer i 2005-sæsonen bragte ham frem til en 13.-plads på Pro Tour-ranglisten.

## 2006, # 11 i Tour de France
Udviklingen fortsatte i 2006. Den 15. april 2006, på hans 26-års fødselsdag, fik han betydende sejr i endagsklassikeren Amstel Gold Race. Senere på sæsonen blev det til endnu en stor sejr, da han på toppen af Alpe d'Huez kunne køre over målstregen som vinder af 15. etape i Tour de France. Et Tour de France, hvor Schleck sluttede som samlet 11'er.

## 2008 Fränk Schleck i gult på Tour de France
I 2008 delte han kaptajnrollen med Carlos Sastre og sin lillebror Andy Schleck ved årets Tour de France.[kilde mangler] Det lykkedes Frank Schleck at erobre den gule førertrøje efter 15. etape, men han mistede den igen efter 17. etape til holdkammeraten Carlos Sastre, der vandt på toppen af Alpe d'Huez. Carlos Sastre blev senere hen den samlede vinder af Tour de France 2008, mens Frank Schleck endte på en 5. plads i klassementet – hans hidtil bedste placering i Tour de France. Han blev nummer to i Amstel Gold Race.

## 2009 styrt i Amstel Gold Race
2009s cykelsæson startede med Tour of California, hvor Schleck formåede at vinde ottende etape. I marts placerede Schleck sig som nummer 2 i Paris-Nice. Den 19. april, da han forsøgte på at gentage sejren fra 2006 Amstel Gold Race, havde Schleck et alvorligt styrt sammen med Matthew Lloyd. Han blev kørt på hospital med hjernerystelse, men blev udskrevet samme aften. [4] Schleck kom sig hurtigt over styrtet og vandt Tour de Luxembourg i juni.[kilde mangler] Ingen rytter fra Luxembourg havde vundet løbet siden 1983.[kilde mangler] Den 22. juli vandt han 17. etape af Tour de France, og nåede målstregen i selskab med den samlede leder Alberto Contador og broren, Andy Schleck.

## Doping
I slutningen af 2008 blev Fränk Schleck frikendt af det Luxembourgske Antidopingagentur for sin relation til doping lægen Eufemiano Fuentes. Han indrømmer, at han i 2006 overførte 50.000 kr. for træningsrådgivning, men uden at vide, at det var Fuentes, der modtog pengene, og uden at vide hvem Fuentes var. UCI har desuden sagt, at han ikke står nogen steder i de cirka 6000 sider lange rapport om Operation Puerto.[kilde mangler]
I 2012 udgaven af Tour de France blev Fränck Schleck taget for doping og udelukket fra løbet under løbets anden hviledag i Pau.[kilde mangler]
Hans far, Johny Schleck, var loyal hjælper for Jacques Anquetil under adskillige Tour de France, og er i dag en stor støtte for sine to sønner.[kilde mangler]

## Grand Tour-resultater
| Fränk Schleck: Grand Tour-resultater | Fränk Schleck: Grand Tour-resultater | Fränk Schleck: Grand Tour-resultater | Fränk Schleck: Grand Tour-resultater | Fränk Schleck: Grand Tour-resultater | Fränk Schleck: Grand Tour-resultater | Fränk Schleck: Grand Tour-resultater | Fränk Schleck: Grand Tour-resultater | Fränk Schleck: Grand Tour-resultater |
| ------------------------------------ | ------------------------------------ | ------------------------------------ | ------------------------------------ | ------------------------------------ | ------------------------------------ | ------------------------------------ | ------------------------------------ | ------------------------------------ |
|                                      | 2005                                 | 2006                                 | 2007                                 | 2008                                 | 2009                                 | 2010                                 | 2011                                 | 2012                                 |
| Giro d'Italia                        |                                      |                                      |                                      |                                      |                                      |                                      |                                      |                                      |
| Sammenlagt                           | 42                                   | -                                    | -                                    | -                                    | -                                    |                                      |                                      | {{{SamletGdI12}}}                    |
| Bjergkonkurrencen                    |                                      | -                                    | -                                    | -                                    | -                                    |                                      |                                      | {{{BjergGdI12}}}                     |
| Pointkonkurrencen                    |                                      | -                                    | -                                    | -                                    | -                                    |                                      |                                      | {{{PointGdI12}}}                     |
| Ungdomskonkurrencen                  |                                      | -                                    | -                                    | -                                    | -                                    |                                      |                                      | {{{UngGdI12}}}                       |
| Etapesejre                           |                                      | -                                    | -                                    | -                                    | -                                    |                                      |                                      | {{{EtapGdI12}}}                      |
| Tour de France                       |                                      |                                      |                                      |                                      |                                      |                                      |                                      |                                      |
| Sammenlagt                           | -                                    | 11                                   | 17                                   | 6                                    | 5                                    |                                      |                                      | {{{SamletTdF12}}}                    |
| Bjergkonkurrencen                    | -                                    | 4                                    | >10                                  | 3                                    | 7                                    |                                      |                                      | {{{BjergTdF12}}}                     |
| Pointkonkurrencen                    | -                                    | >10                                  | >10                                  | >10                                  | >10                                  |                                      |                                      | {{{PointTdF12}}}                     |
| Ungdomskonkurrencen                  | -                                    | -                                    | -                                    | -                                    | -                                    |                                      |                                      | {{{UngTdF12}}}                       |
| Etapesejre                           | -                                    | 1                                    | 0                                    | 0                                    | 1                                    |                                      |                                      | {{{EtapTdF12}}}                      |
| Vuelta a España                      |                                      |                                      |                                      |                                      |                                      |                                      |                                      |                                      |
| / Sammenlagt                         | -                                    | -                                    | -                                    | -                                    | udg.                                 |                                      |                                      | {{{SamletVaE12}}}                    |
| / Bjergkonkurrencen                  | -                                    | -                                    | -                                    | -                                    | -                                    |                                      |                                      | {{{BjergVaE12}}}                     |
| / Pointkonkurrencen                  | -                                    | -                                    | -                                    | -                                    | -                                    |                                      |                                      | {{{PointVaE12}}}                     |
| Kombinationskonkurrencen             | -                                    | -                                    | -                                    | -                                    | -                                    |                                      |                                      | {{{KombVaE12}}}                      |
| Etapesejre                           | -                                    | -                                    | -                                    | -                                    | 0                                    |                                      |                                      | {{{EtapVaE12}}}                      |

## Andre store resultater
| - 2005 - # 7 i klassementet i Paris-Nice - # 2 i klassementet i Tour Méditerranéen - # 4 i klassementet i Schweiz Rundt - National mester, landevej - # 2 i Züri Metzgete - # 3 i klassementet i Lombardiet Rundt - 2006 - Amstel Gold Race - # 2 i Nationalt mesterskab, landevej - 2007 - # 3 i Liège-Bastogne-Liège - # 1 på 3. etape i Schweiz Rundt - # 3 i National mester, landevej - Giro dell'Emilia - 2008 - # 2 i Amstel Gold Race - # 3 i Liège-Bastogne-Liège - National mester, landevej - # 1 på 1. etape af Polen Rundt (holdtidskørsel) | - 2009 - # 12 i klassementet i Tour of California - # 1 på 8. etape - # 2 i klassementet i Paris-Nice - Luxembourg Rundt - # 1 på 3. etape - 2010 - # 8 i klassementet i Paris-Nice - # 22 i klassementet i Katalonien Rundt - # 8 på 5. etape - # 12 på 6. etape - # 13 på 1. etape af Baskerlandet Rundt - # 3 i Klasika Primavera |